# James Michael Tyler
James Michael Tyler, född 28 maj 1962 i Greenwood, Mississippi, död 24 oktober 2021 i Los Angeles, Kalifornien, var en amerikansk skådespelare. Tyler var främst känd för rollen som caféföreståndaren Gunther på Central Perk i komediserien Vänner.
Tyler föddes i Greenwood, Mississippi, men växte upp i Winona i samma delstat.
James Michael Tyler avled den 24 oktober 2021 i prostatacancer.

## Filmografi i urval
- 1994–2004 – Vänner (TV-serie)
- 1997 – Motel Blue
- 2001 – Sabrina tonårshäxan (TV-serie)
- 2005 – Scrubs (TV-serie)
- 2013 – Modern Music (TV-serie)